# Czwarty rząd Poula Nyrupa Rasmussena
Czwarty rząd Poula Nyrupa Rasmussena – rząd Królestwa Danii istniejący od 23 marca 1998 do 27 listopada 2001. W skład rządu weszli przedstawiciele Socialdemokraterne (S) oraz socjalliberalnej Radykalnej Lewicy (RV). Gabinet powstał po wyborach w 1998, kiedy to zastąpił poprzedni rząd tego samego premiera. Zakończył funkcjonowanie po wyborach w 2001, które wygrała skupiona wokół Venstre centroprawica.

## Skład rządu
- premier: Poul Nyrup Rasmussen (S)
- minister gospodarki i współpracy nordyckiej: Marianne Jelved (RV)
- minister spraw zagranicznych: Niels Helveg Petersen (RV, do 21 grudnia 2000), Mogens Lykketoft (S, od 21 grudnia 2000)
- minister finansów: Mogens Lykketoft (S, do 21 grudnia 2000), Pia Gjellerup (S, od 21 grudnia 2000)
- minister środowiska i energii: Svend Auken (S)
- minister badań naukowych: Jan Trøjborg (S, do 10 lipca 1999), Birte Weiss (S, od 10 lipca 1999)
- minister edukacji: Margrethe Vestager (RV)
- minister ds. kościelnych: Margrethe Vestager (RV, do 21 grudnia 2000), Johannes Lebech (RV, od 21 grudnia 2000)
- minister obrony: Hans Hækkerup (S, do 21 grudnia 2000), Jan Trøjborg (S, od 21 grudnia 2000)
- minister spraw wewnętrznych: Thorkild Simonsen (S, do 23 lutego 2000), Karen Jespersen (S, od 23 lutego 2000)
- minister ds. żywności: Henrik Dam Kristensen (S, do 23 lutego 2000), Ritt Bjerregaard (S, od 23 lutego 2000)
- minister sprawiedliwości: Frank Jensen (S)
- minister spraw społecznych: Karen Jespersen (S, do 23 lutego 2000), Henrik Dam Kristensen (S, od 23 lutego 2000)
- minister ds. biznesu: Pia Gjellerup (S, do 21 grudnia 2000), Ole Stavad (S, od 21 grudnia 2000)
- minister kultury: Elsebeth Gerner Nielsen (RV)
- minister pracy: Ove Hygum (S)
- minister ds. ruchu drogowego: Sonja Mikkelsen (S, do 23 lutego 2000), Jacob Buksti (S, od 23 lutego 2000)
- minister ds. mieszkalnictwa: Jytte Andersen (S, do 21 grudnia 2000), Lotte Bundsgaard (S, od 21 grudnia 2000)
- minister ds. równouprawnienia: Jytte Andersen (S, od 27 września 1999 do 21 grudnia 2000), Lotte Bundsgaard (S, od 21 grudnia 2000)
- minister ds. podatków: Ole Stavad (S, do 21 grudnia 2000), Frode Sørensen (S, od 21 grudnia 2000)
- minister zdrowia: Carsten Koch (S, do 23 lutego 2000), Sonja Mikkelsen (S, od 23 lutego 2000 do 21 grudnia 2000), Arne Rolighed (S, od 21 grudnia 2000)
- minister współpracy na rzecz rozwoju: Poul Nielson (S, do 10 lipca 1999), Jan Trøjborg (S, od 10 lipca 1999 do 21 grudnia 2000), Anita Bay Bundegaard (RV, od 21 grudnia 2000)